# Tiasmyn
La Tiasmyn (en ukrainien : Тясмин) est une rivière d'Ukraine et un affluent de la rive droite du Dniepr.

## Géographie
La Tiasmyn prend sa source dans la région des collines du Dniepr, dans l'oblast de Kirovohrad. Elle arrose ensuite l'oblast de Tcherkassy où il se jette finalement dans le réservoir de Krementchouk. La rivière décrit un virage à 180° au milieu de son cours. Elle est longue de 164 km et draine un bassin de 4 570 km2.

## Archéologie
Dans le cours inférieur de la rivière, se trouvent des sites importants de la culture de Belogroudovka/Cernoles, près de la localité de Soubotiv. Ces vestiges constituent un site-clé de la fin de l'âge du bronze tardif.

## Villes
La Tiasmyn arrose les villes de Kamianka, Smila et Tchyhyryne.